# Fuck Up Some Commas
Fuck Up Some Commas (reso graficamente anche come F*ck Up Some Commas oppure come Commas nella versione censurata) è un singolo del rapper statunitense Future come primo estratto dalla versione deluxe del suo terzo album in studio DS2 e come secondo estratto dal suo tredicesimo mixtape Monster.

## Tracce
- Download digitale (Versione esplicita)[4]

1. F*ck Up Some Commas - 3:57

- Download digitale (Versione censurata)[4]

1. Commas - 3:56

## Classifiche
| Classifica (2015)         | Posizione massima |
| ------------------------- | ----------------- |
| Stati Uniti               | 55                |
| Stati Uniti (R&B/Hip-Hop) | 14                |